# Stegolepis huberi
Stegolepis huberi är en gräsväxtart som beskrevs av Julian Alfred Steyermark. Stegolepis huberi ingår i släktet Stegolepis och familjen Rapateaceae. Inga underarter finns listade i Catalogue of Life.